# Campeonato Sudamericano de Clubes Campeones 2001
El Campeonato Sudamericano de Clubes Campeones 2001 fue la trigésima octava edición de lo que era el torneo más importante de clubes de baloncesto en Sudamérica, después de la Liga Sudamericana de Clubes.
Fue realizado en Isla de Margarita.
El título de esta edición fue ganado por el Delfines de Cabimas (Venezuela).

## Equipos participantes
| País              | Equipo                                      |
| ----------------- | ------------------------------------------- |
| Argentina 1 cupo  | Estudiantes de Olavarria                    |
| Brasil 1 cupo     | Unit/Uberlândia                             |
| Colombia 1 cupo   | Paisas de Antioquia                         |
| Ecuador 1 cupo    | UTE                                         |
| Uruguay 1 cupo    | Defensor Sporting                           |
| Venezuela 2 cupos | Delfines de Cabimas Espartanos de Margarita |